# Nanni Galli
Giovanni Giuseppe Gilberto conegut com a Nanni Galli   (Bolonya, 2 d'octubre de 1940 - Prato, 12 d'octubre de 2019) va ser un pilot de curses automobilístiques italià que va arribar a disputar curses de Fórmula 1.

## Carrera esportiva
Nanni Galli va debutar a la desena cursa de la temporada 1970 (la 21a temporada de la història) del campionat del món de la Fórmula 1, disputant el 6 de setembre del 1970 el GP d'Itàlia al circuit de Monza.
Va participar en un total de vint curses puntuables pel campionat de la F1, disputades en quatre temporades consecutives (1970 - 1973) aconseguint un novè lloc com a millor classificació en una cursa i no va assolir cap punt pel campionat del món de pilots.

## Resultats a la Fórmula 1
| Any  | Equip                      | Xassís       | Motor      | 1       | 2     | 3       | 4       | 5       | 6       | 7       | 8      | 9       | 10      | 11      | 12  | 13  | 14  | 15  | Posició | Punts |
| ---- | -------------------------- | ------------ | ---------- | ------- | ----- | ------- | ------- | ------- | ------- | ------- | ------ | ------- | ------- | ------- | --- | --- | --- | --- | ------- | ----- |
| 1970 | Bruce McLaren Motor Racing | McLaren      | Alfa Romeo | SUD     | ESP   | MON     | BEL     | HOL     | FRA     | GBR     | ALE    | AUT     | ITA Ret | CAN     | USA | MEX |     |     | -       | 0     |
| 1971 | STP March                  | March        | Alfa Romeo | SUD     | ESP   | MON NVQ | HOL Ret |         |         | ALE 12  | AUT 12 |         |         |         |     |     |     |     | -       | 0     |
| 1971 | STP March                  | March        | Cosworth   |         |       |         |         | FRA NVS | GBR 11  |         |        | ITA Ret | CAN 16  | USA Ret |     |     |     |     | -       | 0     |
| 1972 | Martini Racing Team        | Tecno        | Tecno      | ARG     | SUD   | ESP     | MON     | HOL Ret |         | GBR Ret | ALE    | AUT NC  | ITA Ret | CAN     | USA |     |     |     | -       | 0     |
| 1972 | Scuderia Ferrari           | Ferrari      | Ferrari    |         |       |         |         |         | FRA 13  |         |        |         |         |         |     |     |     |     | -       | 0     |
| 1973 | Frank Williams Racing Cars | Iso-Marlboro | Cosworth   | ARG Ret | BRA 9 | SUD     |         |         |         |         |        |         |         |         |     |     |     |     | -       | 0     |
| 1973 | Frank Williams Racing Cars | Iso-Marlboro | Cosworth   |         |       |         | ESP 11  | BEL Ret | MON Ret | SUE     | FRA    | GBR     | HOL     | ALE     | AUT | ITA | CAN | USA | -       | 0     |

### Resum
| Curses: | Victòries: | Pòdiums: | Poles: | Voltes ràpides: | Punts: |
| ------- | ---------- | -------- | ------ | --------------- | ------ |
| 20      | 0          | 0        | 0      | 0               | 0      |